# ネスティングベクトル
ネスティングとは、フェルミ面をある波数ベクトルだけ平行移動させ、自分自身のフェルミ面または他のバンドのフェルミ面と重なり合うことを言い、このときの波数ベクトルをネスティングベクトルと呼ぶ。
ネスティングによって電子フォノン相互作用や電子間相互作用の効果を著しく増大し、電荷密度波やスピン密度波への相転移が起こることがある。
低次元のフェルミ面ではネスティングが起こりやすく、次元が上がるとネスティングは難しくなる。
コーン異常は、ネスティングによる誘電関数の異常が反映されている。